# Благодатне (селище, Чугуївський район)
Благодатне — селище в Україні, у Чугуївському районі Харківської області. Входить до складу Слобожанської міської громади. Населення становить 593 осіб.

## Географія
Селище Благодатне знаходиться за 12 км від міста Слобожанське, за 8 км від села Донець. За 4 км від села знаходяться кургани Могила-Лісовицька і Блошина Могила- місцева назва (Могила Блохіна- русифікована назва, з'явилась на радянських мапах).

## Історія
1964 — дата заснування.

## Економіка
- Великі молочно-товарна і свино-товарна ферми.
- «БЛАГОДАТНИЙ», радгосп МО України.

## Об'єкти соціальної сфери
- Школа І-ІІ ст.
- Спортивний майданчик.
- Фельдшерсько-акушерський пункт.
- Бібліотека.